# Tilia heterophylla
Espèce
Classification APG III (2009)
Tilia heterophylla est une espèce de tilleul (genre Tilia), native de l'est de l'Amérique du Nord, du centre de l'état de New York à l'extrême nord de la Floride et à l'ouest du Missouri. Cette espèce est plus commune dans les Appalaches.
Ce qui le distingue surtout des autres espèces de tilleuls d'Amérique du Nord est la présence d'un feutre dense (tomentum), de duvet blanc, au-dessous des feuilles.
Cette espèce a souvent été considérée comme une variété botanique de Tilia americana, soit Tilia americana var. heterophylla, bien que pour certains ce soit une espèce à part entière du genre, plus proche de certaines espèces européenness et asiatiques de Tilia avec un « tomentum » à la face inférieure des feuilles comme Tilia tomentosa. Le problème du statut de cette espèce se complique encore par l'hybridation naturelle avec Tilia americana.

## Synonymes
- Tilia monticola,
- Tilia eburnea,
- Tilia americana var. heterophylla,
- Tilia heterophylla var. michauxii,
- Tilia lasioclada,
- Tilia michauxii.

## Description
Tilia heterophylla est un arbre à feuilles caduques, de taille moyenne à grande, poussant jusqu'à 27 m de haut, son tronc allant jusqu'à 90 cm de diamètre. Les feuilles sont grandes, irrégulières à la base, de 7 à 19 cm de long et de 6 à 14 cm de large, avec une bordure finement dentée ; elles sont d'un vert pâle et lisses en face supérieure, argentées et duveteuses en face inférieure. 
Les fleurs, plus grandes que celles de T. americana, sont groupées en grappes de 10 à 24. Le fruit est sphérique, de 13 mm de diamètre, duveteux, avec une bractée pointue à la base.
Cet arbre n'est pas très bien connu mais le professeur Charles Sargent, dans The Silva of North America, dit de lui : 
| "Few North American trees surpass it in beauty of foliage; and the contrast made by the snowy whiteness of the under surface of its ample leaves as they flutter on their slender stems, with the dark green of the Hemlocks and Laurels on the banks of rapid mountain streams produces one of the most beautiful effects which can be seen in the splendid forests which clothe the valleys of the southern Appalachian Mountains." | « Peu d'arbres nord-américains le surpassent par la beauté du feuillage ; le contraste dû à la blancheur neigeuse de la face inférieure de ses grandes feuilles quand elles ondulent sur leurs fins pétioles, avec le vert profond des lauriers et des Tsugas (ndlr : conifères) sur les rives des torrents montagnards produisent un des effets les plus remarquables que l'on puisse admirer dans les magnifiques forêts qui habillent les vallées du sud des montagnes appalachiennes.. |

.

## Utilisations
Le bois, appelé « basswood » dans les pays anglo-saxons n'est pas différent de celui des autres Tilia. 
Les feuilles sont comestibles à l'état jeune, et peuvent donner un thé moyen en goût.